# Mario vs. Donkey Kong
Mario vs. Donkey Kong – gra wydana na konsolę przenośną Game Boy Advance. Jej kontynuacją jest wydana w 2006 roku Mario vs. Donkey Kong 2: March of the Minis.